# Kung Fu Master (film)
Pour les articles homonymes, voir Kung-Fu Master (homonymie).
Pour plus de détails, voir Fiche technique et Distribution.
Kung Fu Master (寻找成龙, Xun zhao Cheng Long) est un film chinois réalisé par Gangliang Fang, Ping Jiang, sorti en 2009.

## Synopsis
Jackie Chan est le maître de Kung fu invaincu de l'action dans le style traditionnel. Quand un jeune garçon a l'intention d'apprendre à se battre et devenir lui-même maître, il est non seulement témoin de quelques batailles spectaculaires, mais apprend quelques leçons de vie importantes en chemin.

## Fiche technique
- Titre : Kung Fu Master
- Titre original : 寻找成龙 (Xun zhao Cheng Long)
- Réalisation : Fang Gangliang, Jiang Ping
- Scénario : Hua Xuan et Wu Jiamin
- Photographie : Long Shen-song
- Montage : Lee Kwong-tim
- Production : Jin Zhongqiang et Wu Weijian
- Société de production : August 1st Film Studio, Beijing Film Studio, Children's Film Studio et Nantong Television
- Pays d'origine : Chine
- Format : Couleurs - 2,35:1 - Dolby Digital - 35 mm
- Genre : Action et comédie
- Durée : 85 minutes
- Dates de sortie : 
  -  Chine : 3 juillet 2009

## Distribution
- Jackie Chan : lui-même
- Zhang Yishan : Zhang Yi-shan
- Qixing Aisin-Gioro :
- Bing Bai : elle-même
- Guo Ke-yu :
- Jiang Yihong : la policière
- Lam Wai :
- Li Xiang :
- Lou Jia-wei :
- Miao Miao :
- Pan Yueming :
- Qin Lan : l'infirmière
- Shi Xiaoman :
- Tang Yan :
- Tan Qinwen :